# Golfo di Batabanó
Il golfo di Batabanó è un golfo nel mar dei Caraibi, situato a sud della parte occidentale dell'isola di Cuba. È delimitato dalla penisola di Zapata e dall'isola della Gioventù. Le sue coste appartengono amministrativamente alle provincie di Pinar del Río, Artemisa, Mayabeque, Matanzas ed alla municipalità speciale dell'isola della Gioventù.

## Storia
Nel giugno del 1494, Cristoforo Colombo, in uno dei suoi viaggi, attraversa l'allora sconosciuto golfo di Batabanó, situato a sud della zona che da allora fu chiamata Habana.
Gli abitanti della zona erano abili nella caccia e nell'agricoltura, oltre che nella pesca e nell'artigianato.
Nel 1730, il porto di Surgidero (fondato nel 1688), situato sulle coste del golfo, era un porto molto attivo, utile all'Avana per la comunicazione marittima con le provincie del sud e dell'oriente del Paese. Questo luogo fece anche da sfondo a grandi eventi della storia cubana, come la guerra del 1868, le battaglie del generale Antonio Maceo, oltre che le deportazioni di José Martí, Evangelina Cossio e Fidel Castro.